# Оттербейн (Індіана)
Оттербейн (англ. Otterbein) — місто (англ. town) в США, в округах Бентон і Тіппікану штату Індіана. Населення — 1144 особи (2020).

## Географія
Оттербейн розташований за координатами 40°29′19″ пн. ш. 87°5′37″ зх. д. / 40.48861° пн. ш. 87.09361° зх. д. (40.488657, -87.093557).  За даними Бюро перепису населення США в 2010 році місто мало площу 1,58 км², уся площа — суходіл.

## Демографія
Згідно з переписом 2010 року, у місті мешкали 1262 особи в 502 домогосподарствах у складі 335 родин. Густота населення становила 798 осіб/км².  Було 550 помешкань (348/км²).
Расовий склад населення:
| - 96,8 % — білих - 0,7 % — чорних або афроамериканців - 0,3 % — корінних американців - 0,1 % — вихідців з тихоокеанських островів - 0,1 % — азіатів |

До двох чи більше рас належало 1,2 %. Частка іспаномовних становила 3,1 % від усіх жителів.
За віковим діапазоном населення розподілялося таким чином: 28,0 % — особи молодші 18 років, 60,9 % — особи у віці 18—64 років, 11,1 % — особи у віці 65 років та старші. Медіана віку мешканця становила 32,4 року. На 100 осіб жіночої статі у місті припадало 96,9 чоловіків;  на 100 жінок у віці від 18 років та старших — 88,6 чоловіків також старших 18 років.
Середній дохід на одне домашнє господарство  становив 50 397 доларів США (медіана — 43 594), а середній дохід на одну сім'ю — 54 690 доларів (медіана — 45 455). Медіана доходів становила 38 472 долари для чоловіків та 28 205 доларів для жінок. За межею бідності перебувало 19,7 % осіб, у тому числі 37,9 % дітей у віці до 18 років та 18,1 % осіб у віці 65 років та старших.
Цивільне працевлаштоване населення становило 671 осіб. Основні галузі зайнятості: освіта, охорона здоров'я та соціальна допомога — 26,1 %, виробництво — 20,3 %, транспорт — 10,9 %, мистецтво, розваги та відпочинок — 10,0 %.